# イカスコン
イカスコン(Ikasucon)とは、アニメ作品とそのファン層に焦点を合わせたアメリカ合衆国のコンヴェンションである。かつては2003年の開始以来7月にオハイオ州シンシナティ市にて催されていたが、現在は移行先であるインディアナ州フォートウェイン市の7月の行事となっている。アニメ・エンスージアスト達にとってイカスコンは、声優やプロデューサー、および人気の高い自主制作集団の代表を含む、多くのアニメ・プロダクションや販売促進宣伝部の要職にある関係者との個人的な面談や交流が可能な小規模ならではのコンヴェンションとして周知されている。催事にはアニメ上映会、AMVコンテスト、ゲスト・企業・ファンによるパネルディスカッション、ワークショップ、ホール・コスプレ、マスカレイド/コスプレ・コンペティション、アーティスツ・アレー、ダンス、カラオケ、ヴィデオ・ゲーミング、コレクタブル・カード・ゲーム、ライヴ・アクションRPG、テーブルトップRPG、テーブルトップ・ゲーム、無料サイン会、ディーラーズ・ルーム、ゲーム・ショウなどがある。

## 開催歴
| 開催日            | 会場 | 参加者数 | ゲスト (姓・名 アルファベット順) |
| ----------------- | --- | -------- | --- |
| 2003年7月25〜27日 | オハイオ州 シンシナティ市 シンシナティ・コンヴェンション・センター                                              |          | スティーヴ・ベネット(Steve Bennett)、エミリ・デ・ヘズース、ロバート・デ・ヘズース、モニカ・ライアル、ジャン・スコット＝フレイザー                                                                         |
| 2004年7月16〜18日 | オハイオ州 ブルー・アッシュ市(Blue Ash, Ohio) クラリオン・ホテル                                                | 886名    | グレッグ・エアーズ(Greg Ayres)、スティーヴ・ベネット、エミリ・デ・ヘズース、ロバート・デ・ヘズース、ヤド＝ミン・ムイ、ジャン・スコット＝フレイザー                                                        |
| 2005年7月15〜17日 | オハイオ州 ブルー・アッシュ市 クラリオン・ホテル                                                                | 1,300名  | グレッグ・エアーズ、スティーヴ・ベネット、エミリ・デ・ヘズース、ロバート・デ・ヘズース、ヤド＝ミン・ムイ、マイケル・ポー(Michael Poe)、ジャン・スコット＝フレイザー、吉田寿史                             |
| 2006年7月14〜16日 | オハイオ州 シンシナティ市 ザ・シナジー・センター                                                                |          | グレッグ・エアーズ、エミリ・デ・ヘズース、ロバート・デ・ヘズース、デヴィッド・ケイ、ヤド＝ミン・ムイ、ピアノ・スコール(Piano Squall)、ジャン・スコット＝フレイザー、吉田寿史、スティーヴ・ユン            |
| 2007年8月10〜12日 | インディアナ州 フォートウェイン市 グランド・ウェイン・コンヴェンション・センター(Grand Wayne Convention Center) |          | トリスタン・マキャヴェリー、ケヴィン・マッキーヴァー、ヤド＝ミン・ムイ、ジャン・スコット＝フレイザー、吉田寿史                                                                                            |
| 2008年7月18〜20日 | インディアナ州 フォートウェイン市 グランド・ウェイン・コンヴェンション・センター                                |          | エミリ・デ・ヘズース、ロバート・デ・ヘズース、トリスタン・マキャヴェリー、ジェレミー・ムーニー(Jeremy Mauney)、ケヴィン・マッキーヴァー、ハーラン・"チェイズ"・ワトキンス、マライア・"ラリー"・ワトキンス |
| 2009年8月7〜9日   | インディアナ州 フォートウェイン市 グランド・ウェイン・コンヴェンション・センター                                |          | エミリ・デ・ヘズース、ロバート・デ・ヘズース、スティーヴ・ホートン、ジェレミー・ムーニー、ウェンディ・パウエル(Wendy Powell)、ハーラン・ワトキンス、マライア・ワトキンス、トラヴィス・ウィリン            |
| 2010年7月16〜18日 | インディアナ州 フォートウェイン市 グランド・ウェイン・コンヴェンション・センター                                |          | ヒラリー・ハッチ、マイケル・ポー、スパイク・スペンサー(Spike Spencer)、ソニー・ストレイト(Sonny Strait)                                                                                                   |
| 2011年7月8〜10日  | インディアナ州 フォートウェイン市 グランド・ウェイン・コンヴェンション・センター                                |          | ジェイミー・マクゴニガル(Jamie McGonnigal)、スティーヴ・"ウォーキー"・ヌニェス、マイケル・ポー、ブレイク・シェパード(Blake Shepard)、ソニー・ストレイト、エリック・ステュアート(Eric Stuart)              |
| 2012年7月13〜15日 | インディアナ州 フォートウェイン市 グランド・ウェイン・コンヴェンション・センター                                |          | |

## 参加費
イカスコンでは、全3日の日毎の入場券に加え3日間連続パスも用意されており、事前登録は早目の申請がより安価となる。
- 2009年12月26日まで 〜 $30.00
- 2010年3月13日まで 〜 $35.00
- 2010年6月19日まで 〜 $40.00

## 参照
1. ↑  Hopper, Chris. “Ikasucon fans storm the Grand Wayne Center”.   WANE. 2011年10月1日閲覧。
2. ↑  “Ikasucon 2003 Information”.   AnimeCons.com. 2011年10月1日閲覧。
3. ↑  “Ikasucon 2004 Information”.   AnimeCons.com. 2011年10月1日閲覧。
4. ↑  “Ikasucon 2005 Information”.   AnimeCons.com. 2011年10月1日閲覧。
5. ↑  “Ikasucon 2006 Information”.   AnimeCons.com. 2011年10月1日閲覧。
6. ↑  “Ikasucon 2007 Information”.   AnimeCons.com. 2011年10月1日閲覧。
7. ↑  “Ikasucon 2008 Information”.   AnimeCons.com. 2011年10月1日閲覧。
8. ↑  “Ikasucon 2009 Information”.   AnimeCons.com. 2011年10月1日閲覧。
9. ↑  “Ikasucon 2010 Information”.   AnimeCons.com. 2011年10月1日閲覧。
10. ↑  “Ikasucon 2011 Information”.   AnimeCons.com. 2011年10月1日閲覧。
11. ↑  “Ikasucon 2012 Information”.   AnimeCons.com. 2011年10月1日閲覧。